# Оганьянц, Грант Аракелович
Грант Аракелович Оганьянц (1918—1944) — капитан Рабоче-крестьянской Красной Армии, участник Великой Отечественной войны, Герой Советского Союза (1945).

## Биография
Грант Оганьянц родился 16 апреля 1918 года в г. Коканде (Узбекская ССР). Окончил семь классов школы, рабфак и Кабардино-Балкарский педагогический институт в г. Нальчике.
В 1937 году, накануне 20-летия Великой Октябрьской социалистической революции, в числе девяти спортсменов Кабардино-Балкарии на пяти байдарках, совершил водный переход из Нальчика в Москву. Этот переход пролегал по бурным горным рекам Урвань и Терек до Каспия, из Каспия в Волгу и дальше по Оке и Москве-реке в столицу.

В 1940 году Оганьянц был призван на службу в Рабоче-крестьянскую Красную Армию. В 1942 году он окончил Смоленское военно-политическое училище и курсы переподготовки бронетанковых войск. С декабря того же года — на фронтах Великой Отечественной войны, воевал на Закавказском, Северо-Кавказском, Южном, 4-м и 2-м Украинском фронтах.
К августу 1944 года капитан Грант Оганьянц командовал ротой 71-го танкового полка 11-й гвардейской кавалерийской дивизии 5-го гвардейского кавалерийского корпуса 2-го Украинского фронта. Отличился во время освобождения Румынии. 24 августа 1944 года он успешно провёл разведку брода через реку Сирет и со своей ротой переправился через неё в районе посёлка Ажюдень в 10 километрах к северу от города Роман. 26 августа Оганьянц участвовал в бою на границе Румынии и Венгрии в районе посёлка Узвельд в 27 километрах к северо-западу от города Тыргу-Окна. В том бою он погиб. Первоначально похоронен на месте боёв, позднее перезахоронен на Русском кладбище в Черновцах.
Указом Президиума Верховного Совета СССР от 24 марта 1945 года за «образцовое выполнение боевых заданий командования на фронте борьбы с немецкими захватчиками и проявленные при этом мужество и героизм» капитан Грант Оганьянц посмертно был удостоен высокого звания Героя Советского Союза. Также был награждён орденами Ленина и Отечественной войны 2-й степени. Навечно зачислен в списки личного состава воинской части.